# Mézériat
Mézériat ist eine französische Gemeinde mit 2.179 Einwohnern (Stand: 1. Januar 2022) im Département Ain in der Region Auvergne-Rhône-Alpes; sie gehört zum Arrondissement Bourg-en-Bresse und zum Kanton Vonnas. Die Einwohner werden Mézériatis genannt.

## Geographie
Die Gemeinde Mézériat liegt in der Landschaft Bresse, auf halbem Weg zwischen den Städten Mâcon und Bourg-en-Bresse. Hier mündet die Irance in die Veyle.
Umgeben ist Mézériat von den Nachbargemeinden Confrançon im Norden, Polliat im Osten, Vandeins im Südosten, Chaveyriat im Süden, Vonnas im Südwesten, Perrex im Westen sowie Saint-Genis-sur-Menthon im Nordwesten.
Mézériat hat einen Bahnhalt an der Bahnstrecke Mâcon–Ambérieu.

## Bevölkerungsentwicklung
| Jahr                       | 1962 | 1968 | 1975 | 1982 | 1990 | 1999 | 2006 | 2012 | 2021 |
| Einwohner                  | 1272 | 1298 | 1660 | 1879 | 1995 | 1911 | 1993 | 2111 | 2192 |
| Quellen: Cassini und INSEE |      |      |      |      |      |      |      |      |      |

## Sehenswürdigkeiten
- Kirche Saints Christophe-et-André
- Kapelle Notre-Dame im Ortsteil Montfalcon, wieder errichtet im 19. Jahrhundert

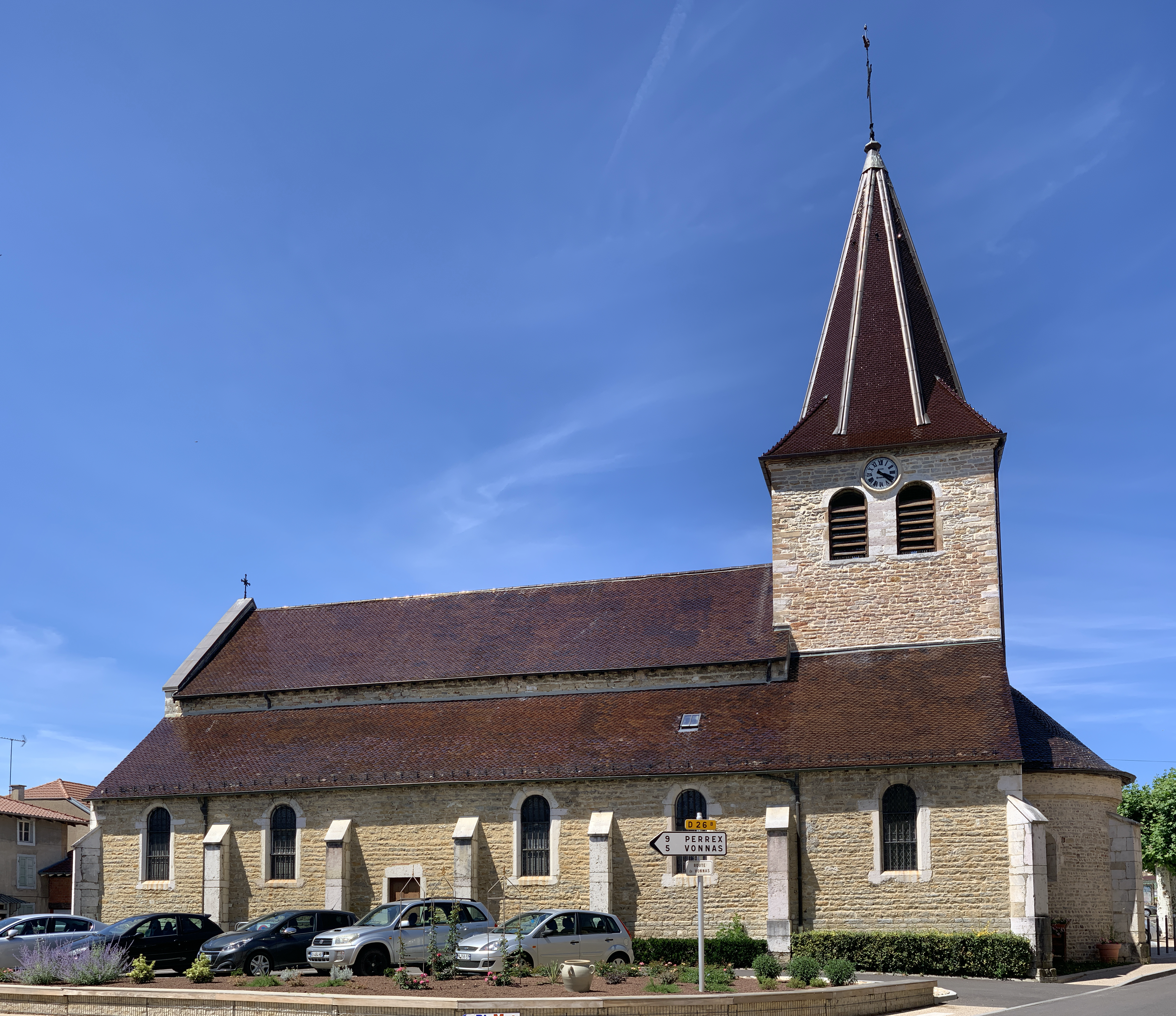
Kirche Saints Christophe-et-André
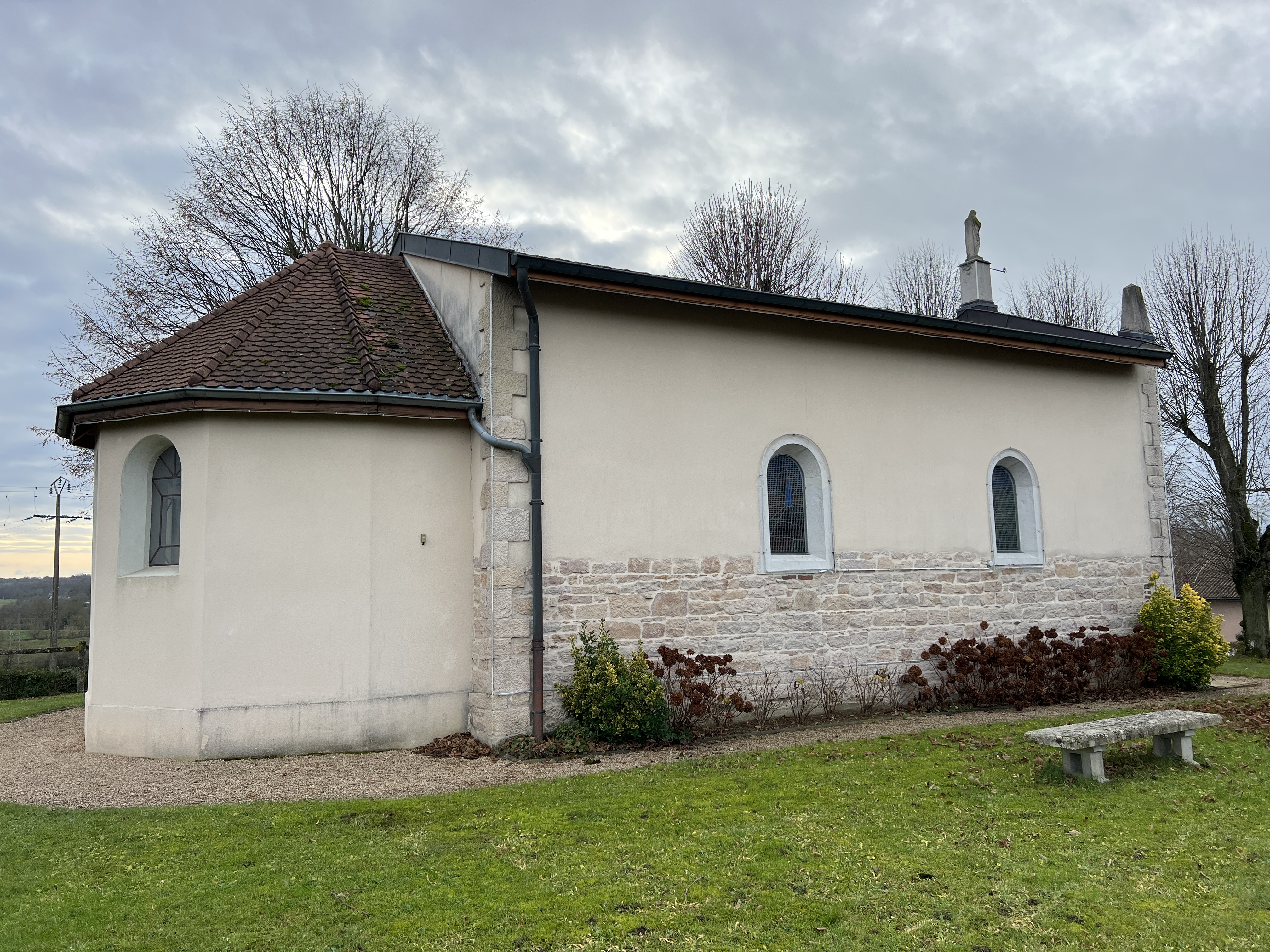
Kapelle Notre-Dame
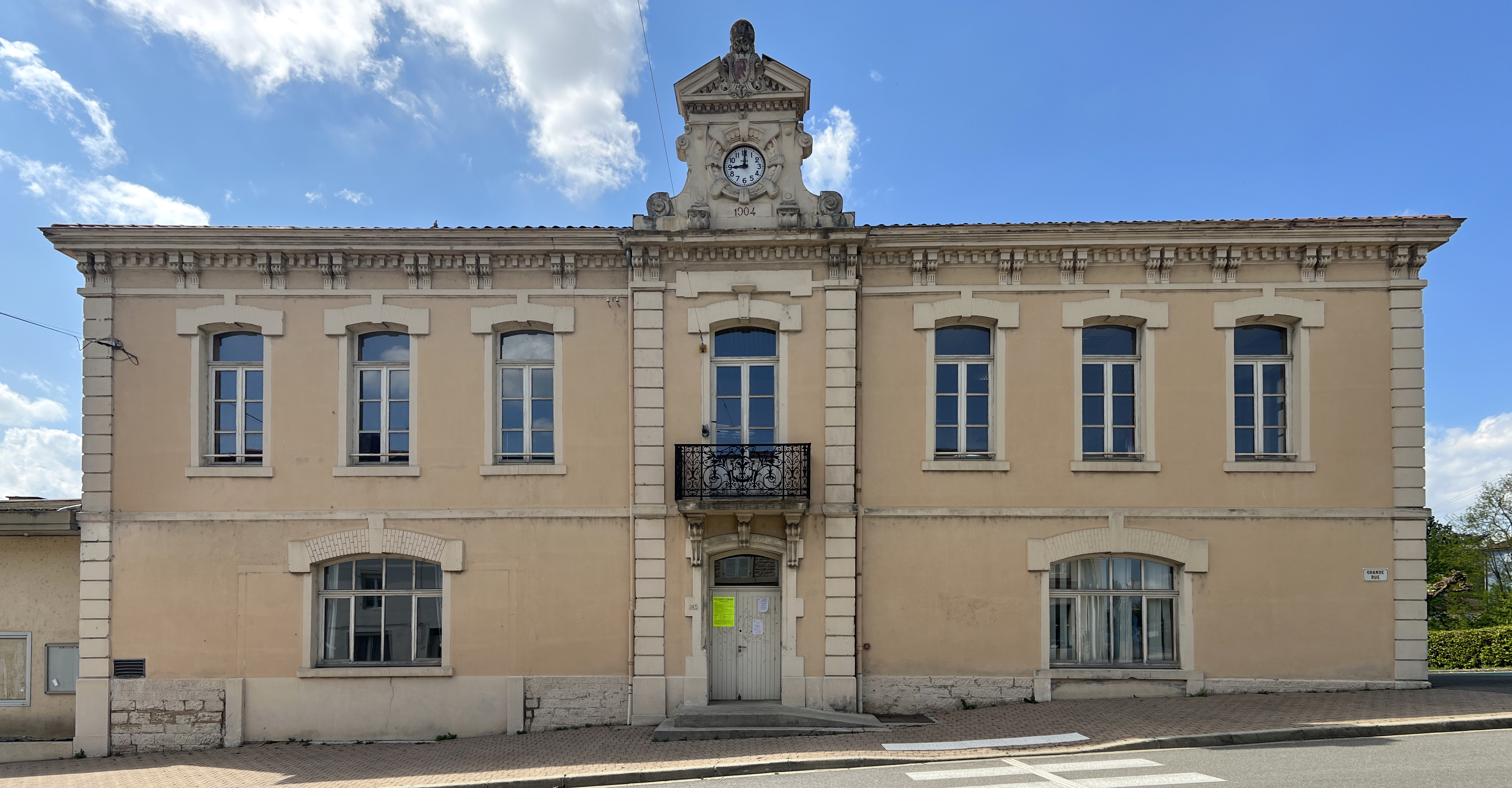
Gemeindefesthalle
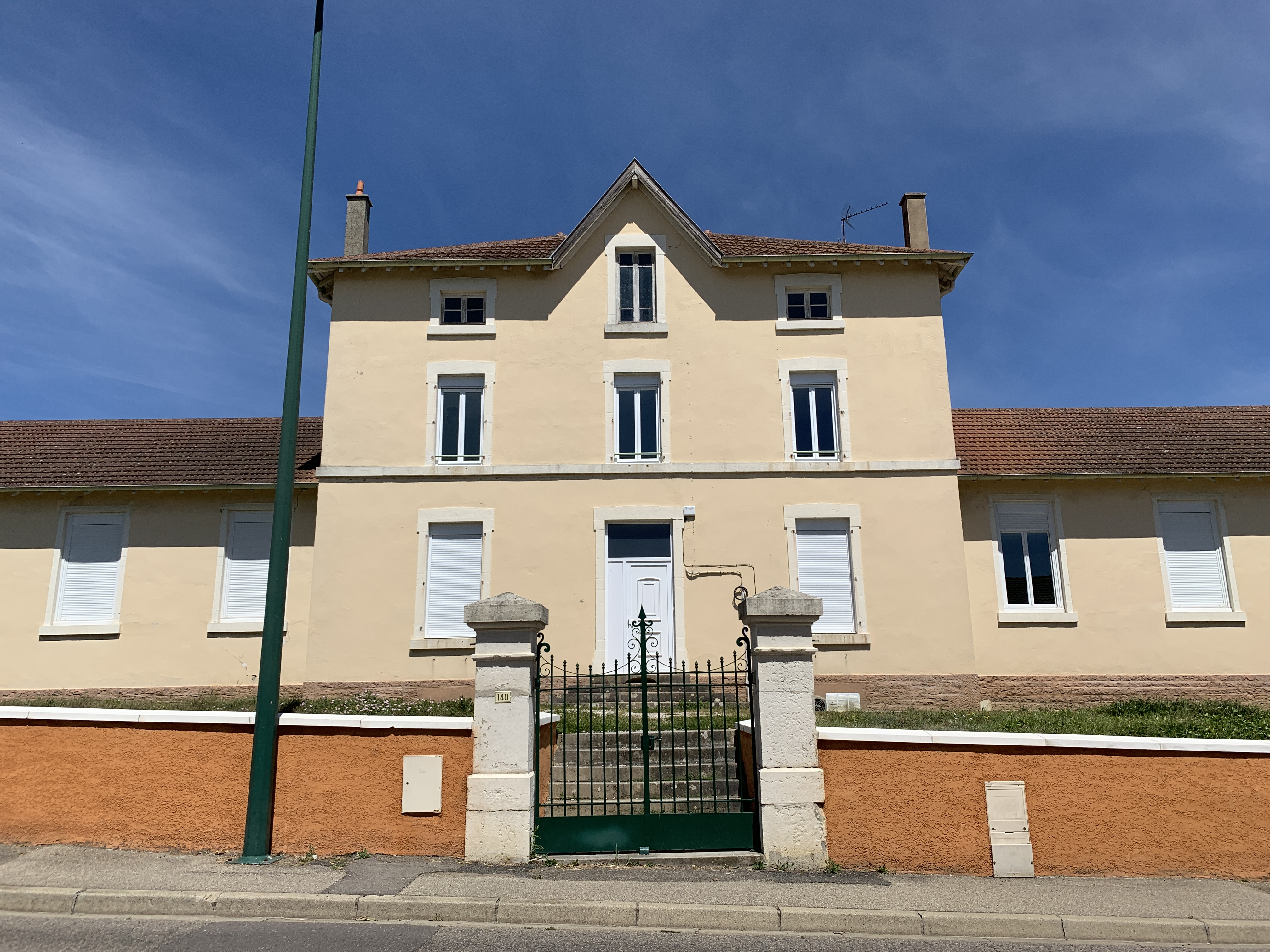
Vorschule
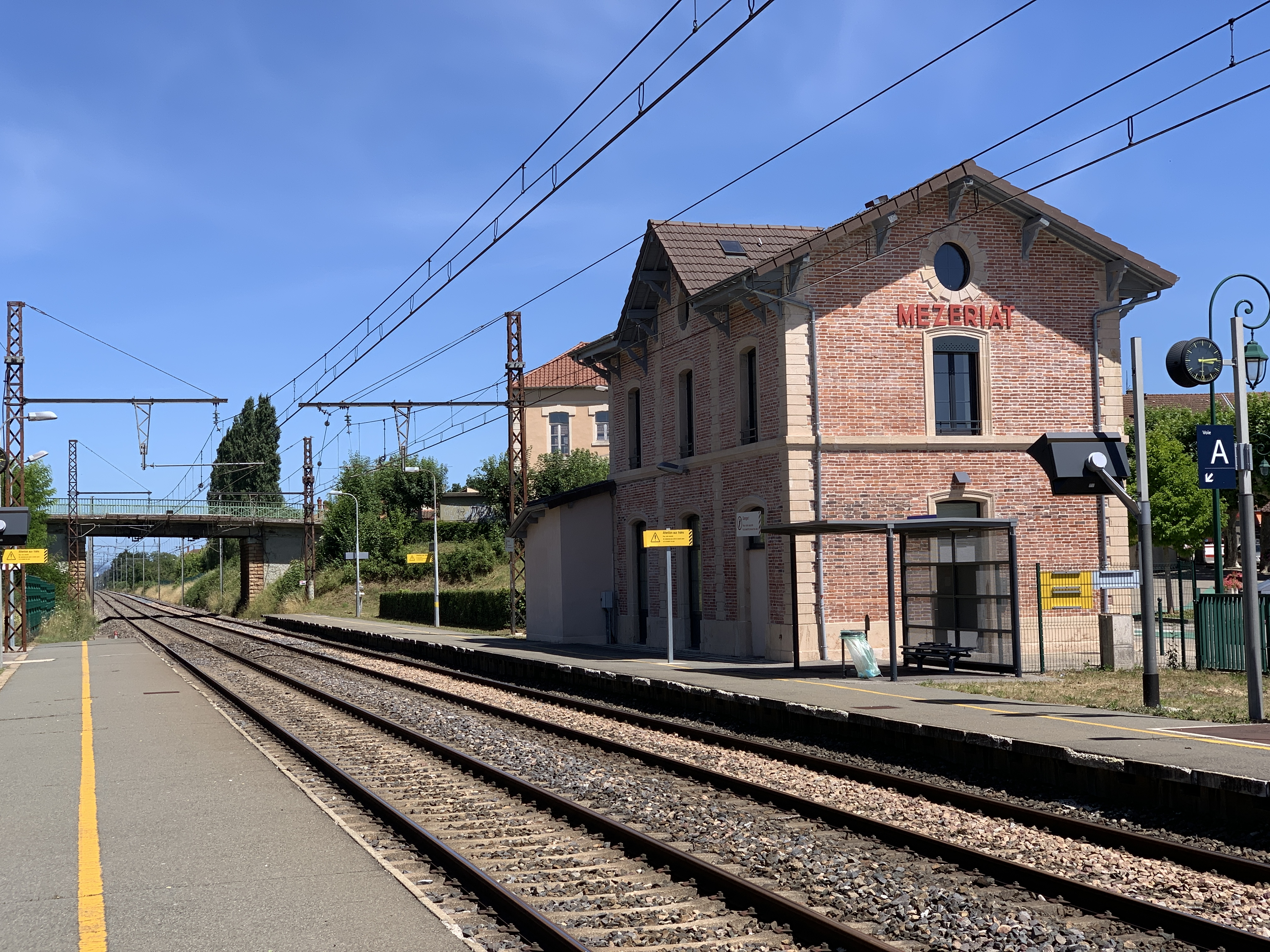
Bahnhof
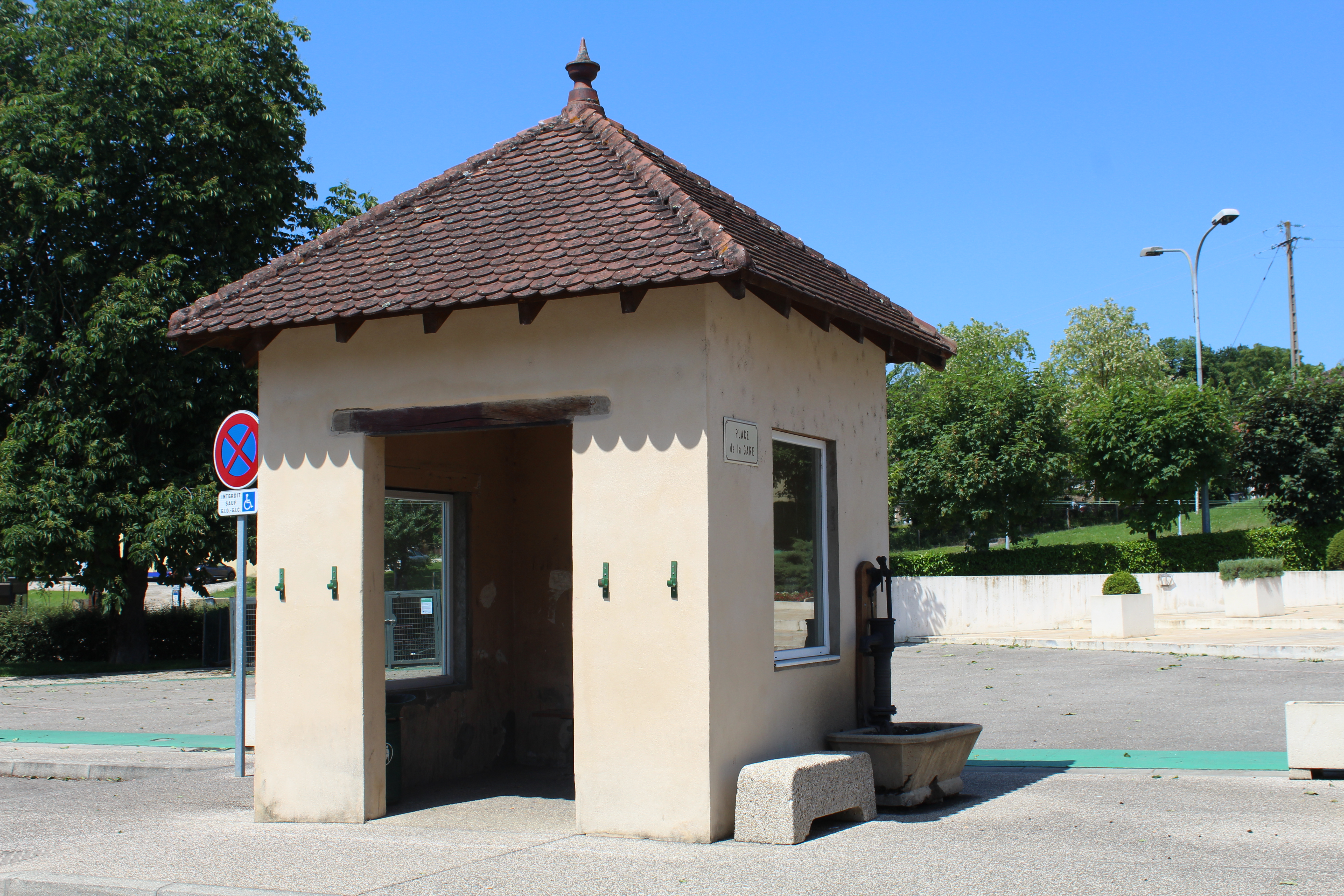
Ehemalige öffentliche Waage

## Persönlichkeiten
- Laurent Gerra (* 1967), Imitator, Komiker und Autor